# La Luna Sangre
La Luna Sangre ist eine philippinische Fernsehserie, die seit dem 19. Juni 2017 bis 2. März 2018 auf ABS-CBN ausgestrahlt wird.

## Hintergrund
Die erste Episode der Serie hatte ihre Premiere am 19. Juni 2017 auf ABS-CBN. Für die Serie wurden einige Stars der philippinischen Film- und Fernsehwelt gecastet. Nicht nur Kathryn Bernardo und Daniel Padilla, der die Hauptrolle übernahm, sind zu sehen. Die weibliche Hauptrollen übernahmen Richard Gutierrez, Gelli de Belen, Victor Neri, Ina Raymundo, Tony Labrusca, Sue Ramirez, Isabelle Daza, Lexi Fernandez, Dino Imperial, Randy Santiago, Joross Gamboa und Nikki Valdez, die beide schon früher mit Bernardo und Padilla zusammengearbeitet haben. Regie führten Cathy Garcia-Molina und Richard I. Arellano.

## Besetzung

### Hauptbesetzung
- Kathryn Bernardo als Malia O. Rodriguez
- Daniel Padilla als Tristan S. Torralba

### Nebenbesetzung
- Richard Gutierrez als Sandrino Imperial/Supremo
- Gelli de Belen als Bettina „Betty“ Torralba
- Victor Neri als Frederick Arguelles
- Ina Raymundo als Veruska Arguelles
- Tony Labrusca als Jake Arguelles
- Sue Ramirez als Catleya
- Isabelle Daza als Lucia
- Lexi Fernandez als Donna
- Dino Imperial als Jethro Kabigting
- Randy Santiago als Noel „Doc“ Domingo
- Joross Gamboa als Baristo
- Nikki Valdez als Lydia
- Bryan Santos als Gael
- Michael Agassi als Miguel
- Ford Valencia als Nympho
- Desiree del Valle als Summer Sison
- Alora Sasam als Winter Sison
- Joan Bugcat als Spring Sison
- Hannah Ledesma als Chloe
- Mikylla Ramirez als Nora
- Maymay Entrata als Apple Torralba
- Edward Barber
- Mel Kimura
- Wilma Doesnt